# Capheris decorata
Capheris decorata es una especie de araña del género Capheris, familia Zodariidae. Fue descrita científicamente por Simon en 1904.
Habita en Zambia, Zimbabue, Mozambique y Sudáfrica.